# Roland Gier
Roland Gier (* 1956 in Unterkochen) ist ein ehemaliger deutscher Boxer.

## Leben
Gier wuchs ab dem neunten Lebensjahr in Wedel bei Hamburg auf, sein Vater arbeitete als Hausmeister einer Turnhalle, in der Boxsport betrieben wurde. Gier erlernte das Boxen beim Wedeler TSV. Beruflich wurde er nach dem Abschluss der Schulbildung als Maler tätig.
Im November 1978 wurde der 1,65 Meter große, inzwischen für den Hamburger Box-Club Sportmann antretende Gier in Schriesheim deutscher Amateurmeister im Bantamgewicht. Nach dem Meistertitel musste er wegen einer Grippeerkrankung wochenlang mit dem Boxen aussetzen. Gier gab im Februar 1979 bekannt, nur noch für seinen Verein BC Sportmann und nicht für den Hamburger Verband (und dessen in der 2. Bundesliga antretenden Boxring Hamburg/Schleswig-Holstein) zu boxen, da er dem Verband vorwarf, zugesagte Lohnausfallzahlungen nicht getätigt zu haben, des Weiteren galt sein Verhältnis zu Verbandstrainer Hans-Werner Wohlers als angespannt.
Im Januar 1979 wurde Gier in die bundesdeutsche Nationalstaffel berufen und bestritt in der Folge internationale Vergleichskämpfe. Im Laufe des Jahres 1979 wechselte er zum Bahrenfelder SV (BSV 19). Im November 1979 wurde Gier, diesmal in München, erneut deutscher Meister. Gier wurde im Finalkampf in der ersten Runde angezählt, ehe er sich den Sieg sicherte. Bei der deutschen Meisterschaft 1980 stand Gier wieder im Finale, verlor in Hemsbach allerdings gegen Stefan Gertel und war somit deutscher Vizemeister.
In der Box-Bundesliga trat Gier ab 1979 für den BSV Niedersachsen Hannover an, im November 1980 wechselte er zum TV Korbach.